# إيمي غريس كان
إيمي غريس كان (بالإنجليزية: Amy Grace Kane)‏ هي صحفية نيوزيلندية، ولدت في 9 ديسمبر 1879، وتوفيت في 9 أبريل 1979.